# Lambert Willem Nijboer
Dr. ir. Lambert Willem Nijboer (Edam, 27 juli 1901 – Leersum, 1 juli 1980) was een Nederlands civiel ingenieur die belangrijke bijdragen heeft geleverd aan de ontwikkeling van asfalttechnologie. Naar hem is met name het getal van Nijboer vernoemd, een belangrijke walsfactor.

## Levensloop
Nijboer studeerde in 1925 af als civiel ingenieur aan de Technische Hogeschool te Delft en promoveerde er in 1942 met het proefschrift Onderzoek naar den weerstand van bitumen-mineraalaggregaat mengsels tegen plastische deformatie.
Hij heeft belangrijke bijdragen geleverd aan de ontwikkeling van asfalttechnologie door zijn werk in het laboratorium van de Koninklijke Shell te Amsterdam. Hij was er van 1934 tot 1946 actief als onderzoeksingenieur in het onderzoek van bitumentoepassingen.
Van 1946 tot 1956 was hij er hoofd van de afdeling Weg- en waterbouwkundige toepassingen van asfaltbitumen. In die periode publiceerde hij onder meer de Plasticity as a Factor in Design of Dense Bituminous Road Carpets, wat een van de eerste wetenschappelijke studies was over mechanische eigenschappen en ontwerp van wegmengsels als flexibele wegconstructies. Nijman heeft ook grote bijdragen geleverd aan de ontwikkeling en toepassing van niet-destructieve dynamische testtechnieken voor flexibele wegconstructies, voor zowel evaluatie- als ontwerpdoeleinden.
Nijboer ging in 1961 bij Shell met pensioen en heeft hij de herfst van zijn carrière bij het Nederlandse Wegenbouwkundig Laboratorium doorgebracht.

## Publicaties
- Nijboer, L.W. (1942). Onderzoek naar den weerstand van bitumen-mineraalaggregaat mengsels tegen plastische deformatie (proefschrift). Technische Universiteit Delft. Gearchiveerd op 2 juni 2020.
- (en) Nijboer, L.W. (1948). Plasticity as a Factor in Design of Dense Bituminous Road Carpets. Elsevier Science Ltd.

- International Standard Name Identifier: 0000 0003 8801 9410
- Nederlandse Thesaurus van Auteursnamen: 202145204
- Système universitaire de documentation: 254216048
- Virtual International Authority File: 281090500